# Saúl García Cabrero
Saúl García Cabrero (9 de novembre de 1994), simplement conegut com a Saúl, és un futbolista professional càntabre que juga com a lateral esquerre pel Racing de Santander.

## Carrera esportiva
Nascut a Vioño de Piélagos, llogaret del municipi de Piélagos, Cantàbria, Saúl va ingressar al planter del Racing de Santander el 2004, a nou anys, i va debutar amb el filial la temporada 2012–13, a Segona Divisió B. L'estiu de 2013, després del descens tant del primer com del segon equip, fou promogut al primer equip, llavors a Segona B.
Saúl va jugar 34 partits durant la temporada 2013–14, en què els càntabres ascendiren a Segona Divisió al primer intent. El 24 d'agost va jugar el seu primer partit com a professional, com a titular en una derrota per 0–1 a fora contra el Girona FC.
El 29 de desembre de 2014, Saúl va signar contracte per quatre anys i mig amb el Deportivo de La Coruña de La Liga, i fou cedit al Racing fins a final de la temporada. Més o menys un any més tard, després que hagués jugat només dos partits de copa, fou cedit al CD Tenerife fins al.
El 13 d'agost de 2016, Saúl va signar contracte amb el Girona FC també de segona divisió, cedit per un any. El següent 2 de gener, després d'haver-hi jugat poc, va ser cedit al RCD Mallorca fins al juny.
El 7 de gener de 2018, després de només un partit jugat en la primera meitat de la temporada 2017–18, Saúl fou cedit al CD Numancia de segona divisió, fins al juny. Va debutar amb el club tres dies més tard a l'estadi Santiago Bernabéu en partit de setzens de Copa del Rei contra el Reial Madrid CF, donant una assistència a Guillermo pel segon gol del Numància, que empatà 2–2, però fou eliminat per 5–2 en el global.
Saúl va tornar al Dépor per a la campanya 2018–19, sent la primera opció per davant de Diego Caballo. El 27 de juny de 2019, va acordar un contracte de quatre anys amb el Deportivo Alavés a la primera categoria, però va ser cedit al Rayo Vallecano de segona divisió el 2 de setembre.
El 28 de setembre de 2020, Saúl va ser cedit a l'Sporting de Gijón també de segona, per un any. En tornar a l'Alavés, va ser assignat a la plantilla del primer equip i va debutar a la primera categoria el 25 de setembre de 2021, substituint Luis Rioja al final de la victòria a casa per 1-0 contra l'Atlètic de Madrid.
El 29 de juliol de 2022, Saúl va rescindir el seu contracte amb l'Alavés, i va tornar al seu primer club, el Racing, l'endemà, amb un contracte de dos anys.